# История футбольного клуба «Милан»
«Мила́н» (итал. Associazione Calcio Milan) — итальянский профессиональный футбольный клуб из одноимённого города. Клуб был основан в 1899 году выходцем из Великобритании, Альфредом Эдвардсом. Милан получил английское название в честь одноимённого города (по-итальянски Милан произносится как «Милано»).

## История
«Милан» был основан в 1899 году выходцем из Великобритании, Альфредом Эдвардсом. Клуб получил английское название в честь одноимённого города (по-итальянски Милан произносится как «Милано»). Первым тренером команды стал Герберт Килпин. Именно он придумал форму клуба и её цвета: чёрный и красный. Красный цвет символизировал дьявола, покровителя команды, а чёрный — опасность, которая грозила всем его соперникам, поэтому команду и стали называть «Дьяволы». Эмблемой клуба стал щит с изображением герба города Милана — пурпурного креста на белом поле.
11 марта 1900 года «Милан» провёл свой первый неофициальный матч. Соперником стали представители другого миланского клуба — «Медиоланума» (где ранее выступал Герберт Килпин). Состав команды в том матче выглядел следующим образом: Хууд, Каньяни, Торетто, Лис, Килпин, Валерио, Дубини, Дэвис, Невилль, Эллисон, Форменти. Уверенная победа «Милана» со счётом 3:0 вдохновила команду, и она приняла решение вступить в Федерацию Футбола Италии, что дало право выступать в чемпионате страны.
В первом своём официальном матче 15 апреля 1900 года против «Торинезе» «Милан» крупно уступил 0:3.
Впервые чемпионом Италии «Милан» стал через два года после основания, в 1901 году. Ещё два титула были взяты в 1906 году и в 1907 году. В то время футбол в Италии находился на стадии становления, и из-за неразберихи в правилах с иностранцами (иностранцев практически выдворили из чемпионата) «Милан» отказался от услуг своих легионеров. В результате потасовки в одном из миланских кафе появился другой клуб — «Интер». Дословно переводится как «Многонациональный». Через год правило убрали, а противостояние двух клубов осталось. На данный момент миланское дерби является одним из самых захватывающих и важных дерби в мире. До войны «Милан» неизменно находился в тени других клубов, и «Интера» в частности. В 1920-30 годы в футболе Италии доминировал «Торино», который выиграл 5 скудетто подряд. А в погоне за 6-м команду постигла катастрофа. Самолёт с командой разбился. «Милан» не был грандом в футболе на тот момент. И после войны «Милан» не являлся очень сильным клубом. Взлёт «Ювентуса», триумф «Интера» дважды в Кубке Чемпионов 1964/65 оставляли «Милан» в тени до конца 1960-70 годов. Именно тогда клуб начал завоёвывать популярность. Команда выиграла свои европейские трофеи и на итальянской арене выделилась на фоне других клубов. Два великих трио: шведское (Гре-Но-Ли) (Гуннар Грен, Гуннар Нордаль, Нильс Лидхольм) и голландское трио (Рууд Гуллит, Франк Райкаард, Марко ван Бастен) стали ключевыми фигурами в истории «Милана». Голландское трио привлёк Сильвио Берлускони, который вытащил клуб из серии B и стал олицетворением успехов «Милана». В 2006 году «Милан» был замешан в коррупционном скандале, из которого достойно вышел, доказав свою состоятельность неожиданной победой в Лиге чемпионов.

### Ранний период (1899—1946)

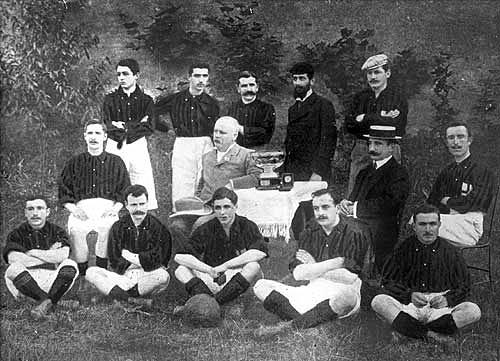
Состав «Милана», чемпиона Италии 1901 года

СК Милан во Львове, перед товарищеским матчем с Погонь (Львов). 15 сентября 1934 года.

«Крикетный и футбольный клуб Милан» (англ. Milan Cricket and Foot-Ball Club) был основан 16 декабря 1899 года в пивнушке на улице Берке в Милане. Его основателями были англичане Альфред Эдвардс и Герберт Килпин, любители футбола, который в то время был лидирующим по популярности на их родине в Англии. Об учреждении клуба общественность была уведомлена двумя днями позже: в понедельник 18 декабря 1899 года в газете La Gazzetta dello Sport Эдвардс, в то время бывший британским вице-консулом в Милане и известной личностью в местном Высшем свете, стал первым президентом клуба. Изначально клуб состоял из секции крикета, которую возглавил Эдвард Берра, и секции футбола, которой руководил Дэвид Эллисон.
В январе 1900 году «Милан» вступил в Итальянскую федерацию футбола. С этого момента команда начала приобретать широкую популярность и престиж. Уже в апреле того же года клуб выиграл Королевскую медаль, обыграв «Ювентус» со счетом 2:0. Награда, которую прикрепил к знамени клуба сам король Италии Умберто I, стала первым трофеем, который завоевал клуб. В следующем году «Милан» повторил этот успех. «Красно-черные» быстро прогрессировали и уже в 1901 году получили свой первый титул чемпионов страны; в финале со счетом 3:0 они обыграли генуэзскую «Дженоа», прервав её длительную серию побед. Через год миланская команда под руководством Килпина в финале уступила той же «Дженоа». Второй чемпионский титул миланцам удалось добыть лишь в 1906 году. Игра проходила в Турине на стадионе «Ювентуса» — эту привилегию он получил благодаря лучшей разнице забитых и пропущенных мячей; но основное и дополнительное время матча закончились нулевой ничьей.
В 1936 году происходит смена названия команды с "Футбольный клуб «Милан» на "Спортивная Ассоциация «Милан». В руководстве клуба в это же время происходят многочисленные изменения, в результате которых Президентом «Милана» стал Умберто Траббатони, руководивший командой с 1940 по 1954 год. Чемпионат Италии для «Милана» складывается не лучшим образом — команда переживала период нестабильности. «Россонери» курсировали вверх-вниз по турнирной таблице, традиционно финишируя в середине, и крайне редко занимая место в четверке лучших команд.

### 1946—1961
Первый шаг в создании суперклуба был сделан в 1940 году, когда президентом клуба стал Умберто Трабаттони. Под его руководством и с помощью соратника Антонио Бузини «Милан» к концу сороковых вплотную подобрался к вершине. После трагедии 4 мая 1949 года, унёсшей жизни футболистов великого «Торино», «россонери» наряду с «Интером» и «Ювентусом» предпринял попытку стать ведущим клубом лиги. Чтобы усилить состав, «Милан» подписал шведского форварда Гуннара Нордаля. А через год добавил в состав клуба ещё двоих шведов: Гуннара Грена и Нильса Лидхольма. На тренерскую должность был назначен венгр Лайош Щайзлер, который уже имел успешный тренерский опыт с «Норчепингом». Вокруг шведского трио, которое получило название «Гре-Но-Ли» и была построена вся игра «россонери». В сезоне 1949/50 «Милан» радовал болельщиков своей нацеленностью на атаку, которая оказалась бессильной против «Ювентуса». Хоть «Милан» и выиграл дерби со счётом 7:1, но в целом конкуренцию составить не смог. Учтя свои ошибки, Лайош сделал игру команды более прагматичной, что и позволило снять «проклятие сорока четырёх». Весной 1951 года «Милан» завоевал своё четвёртое «скудетто». Спустя неделю команда отыграла скоротечный Латинский кубок, где в финале разгромила «Лилль» со счётом 5:0 — хет-триком отличился Нордаль. Следующие три сезона оказались менее успешными, «Милан» ушёл в тень «Ювентуса» и «Интера». Венгр Щайзлер был уволен с тренерской должности. Команду покинул и президент Трабаттони, который стал испытывать серьёзные проблемы со здоровьем. Во главе команды встал другой венгр — Бела Гуттман, которому предстояло выполнить задачу нового президента Андрея Риццоли и вернуть «скудетто». В 1955 году «Милан» выиграл пятый по счёту чемпионат Италии, однако Гуттманн в то время уже был уволен из клуба.

### 1960—1973: Нерео Рокко
В 1961 году главным тренером «Милана» стал Нерео Рокко. Уже в первый его сезон на должности главного тренера миланский клуб получил своё восьмое скудетто, начав один из наиболее успешных периодов в своей истории. Главными архитекторами этого успеха на поле стали Джанни Ривера (обладатель «Золотого мяча» 1969 года) и бразилец Жозе Алтафини. В следующем сезоне «Милан» первым из итальянских команд получил Кубок европейских чемпионов, победив на лондонском стадионе «Уэмбли» португальскую «Бенфику», за которую тогда играл знаменитый Эйсебио. В 1964 году красно-чёрные, ведомые новым главным тренером Джузеппе Виани, сменившим Рокко после перехода последнего в «Торино», уступили 1:0 в игре на «Маракане» за межконтинентальный Кубок бразильскому «Сантосу», пропустив на последних минутах. В 1967 году Нерео Рокко во второй раз в карьере стал тренером «Милана», который возглавлял до 1973 года. После этого «россонери» стали регулярно выигрывать национальные и особенно международные трофеи. В 1968 году подопечные Рокко сделали своеобразный дубль, выиграв очередное скудетто, а также Кубок обладателей кубков (в финале был обыгран немецкий «Гамбург»). В следующем сезоне «Милан» во второй раз в истории (и во второй раз под руководством Рокко) выиграл Кубок чемпионов, разгромив в финале «Аякс» Ринуса Михелса. Успех был подкреплён победой в Межконтинентальном кубке, обыграв по сумме двух матчей аргентинский «Эстудиантес». После этих успехов «Милан» несколько лет не выигрывал трофеев и прервать засуху смог лишь в 1972 году, когда выиграл второй в истории кубок Италии. Сезон 1972/1973 стал для Рокко последним во главе «Милана», и в этом сезоне он вновь сумел завоевать два трофея: кубок Италии и Кубок обладателей кубков (на этот раз в финале был бит английский «Лидс Юнайтед»).

### 1973—1986
После ухода Рокко у «Милана» начался затяжной спад, десятилетний период с середины 70-х до середины 80-х остаётся одним из самых худших в истории клуба. Единственным серьёзным достижением этого времени стало получение «звезды» на эмблеме после десятого чемпионского титула, добытого в 1979 году (тренером команды был бывший лидер команды Нильс Лидхольм). В том же году завершил карьеру многолетний капитан команды Джанни Ривера, ставший легендой клуба. Он занял пост вице-президента «Милана». Однако в то же время в команде появился молодой защитник Франко Барези, который позже стал капитаном команды. Барези по праву считается одним из лучших защитников всех времён.
С наступлением нового десятилетия ситуация ухудшилась, после ухода Лидхольма «Милан» сменил многих тренеров, что не могло не сказаться на результатах команды. В 1980 году из-за скандала со договорными матчами, ставший известным как «Тотонеро», «Милан», занявший тогда 3-е место в чемпионате, вместе с «Лацио» был наказан понижением в Серию В. Помимо этого, президент клуба Феличе Коломбо был пожизненно отстранён от футбола, а известный голкипер «россонери» Энрико Альбертози был дисквалифицирован на 2 года за участие в ставках. Через год клуб вернулся в Серию А, однако закрепиться в ней не сумел и вновь покинул число лучших команд Италии. После повторного возвращения клуба в Серию А в 1983 году клуб начал медленный подъём, занимая место в первой половине турнирной таблицы и пробиваясь в еврокубки. Тренером команды вновь был приглашён Нильс Лидхольм. В 1984 году к основной команде стал допускаться молодой Паоло Мальдини, который пошёл по пути Барези и в дальнейшем заслужил капитанскую повязку как в клубе, так и вне его.

### 1987—1996: Арриго Сакки и Фабио Капелло
20 февраля 1986 году владельцем «Милан» стал предприниматель Сильвио Берлускони, который в марте занял пост президента клуба. Новый президент решил радикально укрепить команду, которую пополнили многие высококлассные футболисты. Для того чтобы сыграться им понадобилось некоторое время. В 1987 году тренером клуба стал Арриго Сакки. Игра клуба при новом тренере стала образцом зонного перекрытия по всему полю, наряду с давлением противника и скорости игры. Команда вошла в новую и захватывающую эру, которая изменила футбол не только в Италии, но и во всём мире. В это время в команде появились голландские звёзды Марко Ван Бастен и Рууд Гуллит, к которым позже присоединился Франк Райкард. Этим футболистам удалось образовать новое легендарное трио «Милана» (после Гре-Но-Ли). Также в первую команду был продвинут игрок молодёжного состава Алессандро Костакурта.
Уже в первом же сезоне Сакки удалось вернуть команде звание чемпиона Италии, опередив на три очка ставший вторым «Наполи». В тот же год команда впервые в карьере выиграла суперкубок Италии. В сезоне 1988/89 Милан покорил Европу, взяв Кубок Чемпионов. В финале со счётом 4:0 была обыграна бухарестская «Стяуа». Успех был развит благодаря победам в Суперкубке УЕФА (также впервые в истории клуба) и в Межконтинентальном кубке. На следующий год подопечные Сакки полностью повторили международный успех, вновь выиграв все три трофея (в финале Кубка чемпионов на этот раз была повержена «Бенфика»). Однако на внутренней арене Сакки трофеев больше выиграть не сумел (в Серии А «Милан» дважды становился вторым и один раз занимал третье место). В 1991 году Сакки оставил занимаемый пост чтобы возглавить сборную Италии.
На смену Сакки пришёл бывший полузащитник «Милана» Фабио Капелло. Под его руководством команда три сезона подряд становилась чемпионом Италии, в сезоне 1994/1995 «россонери» откатились на четвёртое место в Серии А, однако уже на следующий год «Милан» вернул себе чемпионский титул. Успех на внутренней арене был подкреплён очередной победой в Кубке чемпионов, в финале которой была разбита со счётом 4:0 «Барселона». В 1995 году «Милану» вновь удалось выйти в финал этого турнира, однако он потерпел поражение «Аякса». После этих успехов Фабио Капелло покинул команду, согласившись возглавить «Реал Мадрид», под его руководством «Милан» выиграл девять трофеев.
Период с 1986 до 1996 был без сомнения самым плодовитым периодом, не только с точки зрения числа выигранных трофеев, но с точки зрения превосходного стиля игры. «The Immortals» (бессмертные), как их прозвали, вышли на новый уровень игры в футбол. Футболисты «Милана» за этот период пять раз получали «Золотой мяч» (трижды Ван Бастен и по разу Гуллит и Джордж Веа).

### Табарес — Терим
После ухода Фабио Капелло в 1996 году «Милан» пригласил на работу Оскара Вашингтона Табареса, но команда неудачно играла в чемпионате. Клуб попытался вернуть бывшего наставника Арриго Сакки, который должен был заменить Табареса. Команда потерпела худшую серию поражений, была разгромлена «Ювентусом» на «Сан Сиро» со счётом 1:6. «Милан» подписал новых игроков, таких, как Ибрагим Ба, Кристоф Дюгарри и Эдгар Давидс и закончил сезон 1996/97 на одиннадцатом месте в Серии А. По окончании сезона о завершении карьеры объявил легенда клуба Франко Барези, и капитаном «россонери» стал его преемник Паоло Мальдини.
Сакки был заменён на Капелло в следующем сезоне. Капелло провёл активную кампанию, подписав многих игроков, таких, как Кристиан Циге, Патрик Клюйверт, Йеспер Блумквист и Леонардо, но результаты были немногим лучше, клуб закончил сезон 1997/98 на десятом месте, а в финале кубка Италии уступил «Лацио». По итогам года Капелло, как и Сакки годом ранее, был уволен.
Новым главным тренером стал Альберто Дзаккерони. Дзаккерони был тренером «Удинезе», который закончил сезон 1997/98 на 3-м месте. «Милан» подписал Дзаккерони вместе с двумя игроками «Удинезе», Оливером Бирхоффом и Томасом Хельвегом. «Милан» также подписал Роберто Айялу и Луиджи Салу. С тактикой 3-4-3 Дзаккерони привёз шестнадцатый скудетто в Милан. Чемпионский состав: Кристиан Аббьяти, Луиджи Сала, Алессандро Костакурта, Паоло Мальдини, Томас Хельвег, Деметрио Альбертини, Массимо Амброзини; Звонимир Бобан, Джордж Веа, Оливер Бирхофф.
Несмотря на успех в прошлом сезоне, Дзаккерони не смог преобразовать «Милан», как это было раньше. В следующем сезоне, несмотря на появление большого украинского таланта, Андрея Шевченко, «Милан» разочаровал своих болельщиков как в Лиге чемпионов, так и в Серии А. Клуб вылетел из Лиги чемпионов рано, только выиграв один из шести матчей (три ничьи и два поражения) и закончил сезон 1999/2000 на 3-м месте. «Милан» не был проблемой для первых двух претендентов на скудетто, «Лацио» и «Ювентуса».
В следующем сезоне «Милан» получил право на участие в Лиге чемпионов 2000/01, победив «Динамо Загреб» 6:1. Клуб хорошо начал турнир, победив «Бешикташ» из Турции и испанского гранда, «Барселону», которая в то время состояла из звёзд мирового класса, таких, как Ривалдо и Патрик Клюйверт. Но форма «Милана» начала серьёзно снижаться сравнительно с командами, которым он уступал технически. Например, поражение 3:0 от «Ювентуса» в Серии А и 1:0 от «Лидс Юнайтед». Во втором раунде Лиги чемпионов «Милан» выиграл только один раз. Он не смог победить «Депортиво» в последней игре, и Дзаккерони был уволен. Чезаре Мальдини, отец капитана команды Паоло, был назначен на пост главного тренера, и дела в клубе пошли лучше. Официальный дебют Мальдини в «Милане» ознаменован победой над «Бари» 4:0, где играл молодой талант Антонио Кассано. Также под руководством Мальдини клуб победил своего принципиального соперника, «Интер», с разгромным счётом 6:0. Это рекорд дерби, звездой того матча был Сержиньо. Однако после достижения пика формы у «Милана» начался спад, в том числе поражение с минимальным счётом от «Виченцы», гол в матче забил молодой Лука Тони. Несмотря на эти результаты, совет директоров был непреклонным, он требовал, чтобы «Милан» занял четвёртое место в Серии А, но Мальдини это не удалось, и команда завершила сезон на 6-м месте.

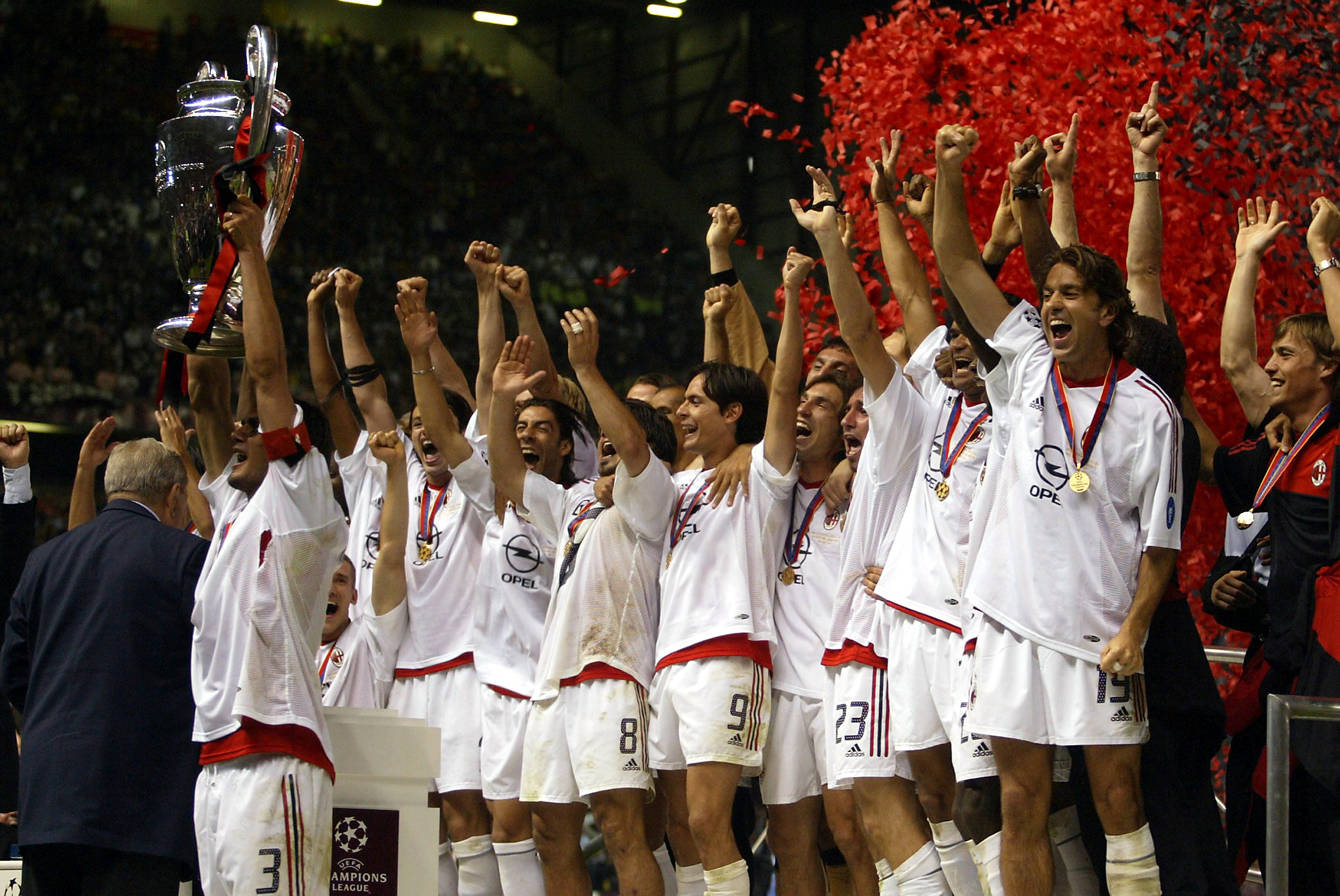
«Милан» празднует победу в Лиге чемпионов УЕФА сезона 2002/03

«Милан» начал свою кампанию 2001/02, подписав звёздных игроков, включая Хави Морено и Космина Контру, которые играли в составе «Алавеса» в финале Кубка УЕФА. Они также подписали таких игроков, как Каха Каладзе («Динамо» Киев), Руй Кошта («Фиорентина»), Филиппо Индзаги («Ювентус»), Мартин Лаурсен («Верона»), Йон-Даль Томассон («Фейеноорд»), Умит Давала («Галатасарай»), Андреа Пирло («Интер»). Фатих Терим был назначен тренером, заменив Чезаре Мальдини, и имел умеренный успех. Однако после пяти месяцев «Милан» отставал от пятёрки лучших в лиге, и Терим был уволен за невыполнение ожиданий совета директоров. Он был заменён на Карло Анчелотти, несмотря на слухи, что Франко Барези станет новым тренером. Несмотря на травму защитника Паоло Мальдини, Анчелотти успешно руководил клубом и закончил сезон 2001/02 на четвёртой строчке, заработав себе место в Лиге чемпионов. Стартовый состав «Милана» на тот момент состоял из Кристиана Аббьяти, Космина Контра, Алессандро Костакурты, Мартина Лаурсена, Кахи Каладзе, Дженнаро Гаттузо, Деметрио Альбертини, Сержиньо, Руя Кошты, Андрея Шевченко, Филиппо Индзаги.

### Современность (с 2009 года)
Перед началом сезона 2009/2010 руководство клуба решило строить новую команду, так как у «Милана» на тот момент был самый возрастной состав в Европе. Ушли сразу несколько лидеров клуба: полузащитник Кака был продан в «Реал» за 68,5 млн евро, нападающий Андрей Шевченко вернулся в киевское «Динамо», а легендарный капитан «Милана» защитник Паоло Мальдини завершил карьеру. Главный тренер Карло Анчелотти покинул свой пост.

#### Леонардо (2009—2010)

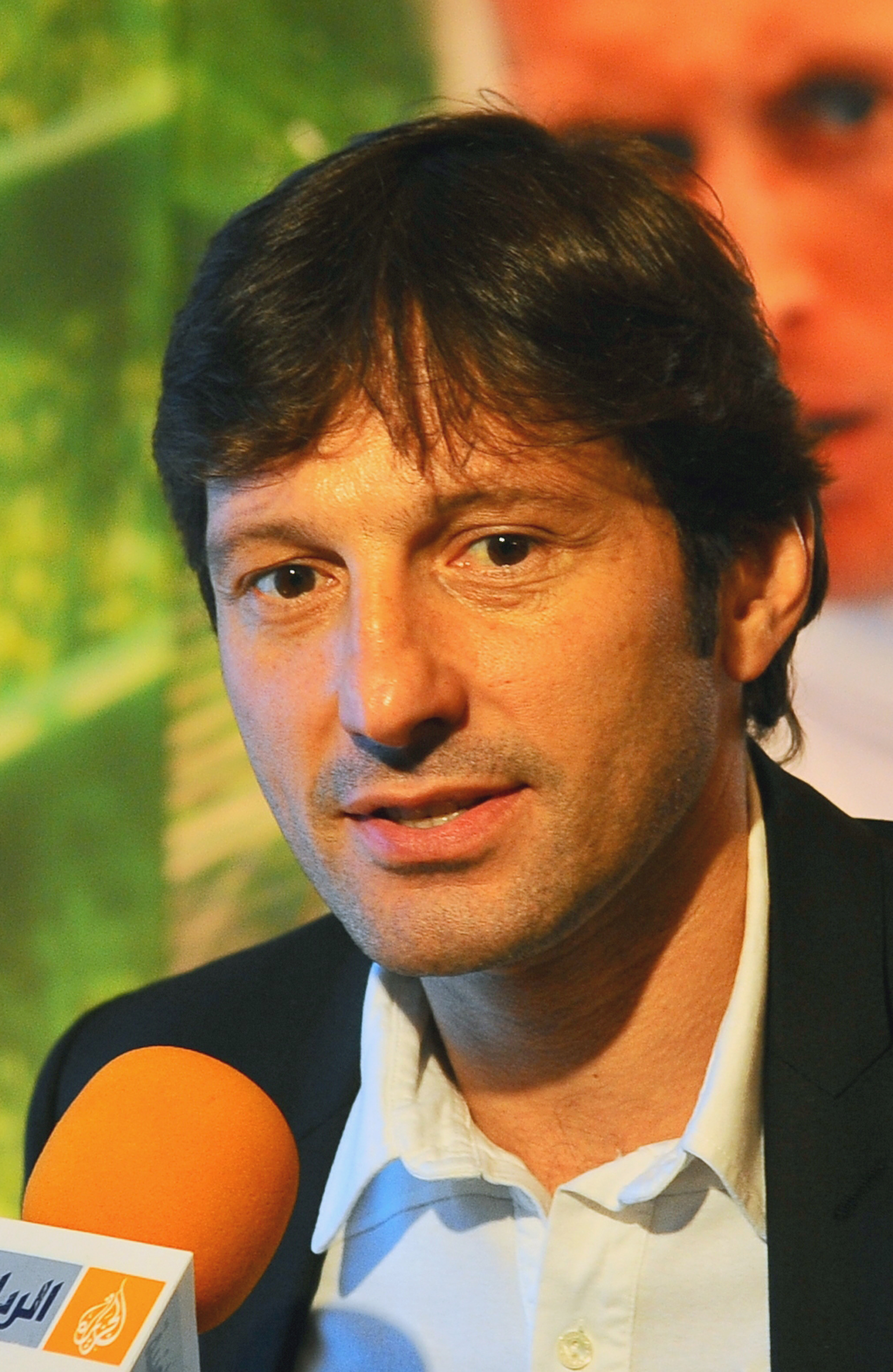
Леонардо

Вместо Анчелотти на должность главного тренера был назначен Леонардо, который ранее 4 сезона играл в «Милане», а затем работал скаутом. В частности, с участием Леонардо, был осуществлен переход Кака из «Сан-Паулу» в «Милан».
Начало сезона выдалось для «Милана» крайне неудачным: уже во втором туре 29 августа россонери были разгромлены «Интером» в миланском дерби со счетом 0:4. Затем по инерции были провалены ещё несколько игр. В Лиге чемпионов «Милан» на Сан-Сиро проиграл «Цюриху», после чего шансов у россонери на выход в плей-офф практически не осталось, ведь впереди красно-черных ждали игры с грозным «Реалом».
Однако Леонардо изменил расписание тренировок игроков, а главное — поменял схему игры на 4-3-3, выдвинув на острие атаки Марко Боррьелло, а на флангах разместив Роналдиньо и Алешандре Пато. После этого «Милан» «расцвел»: проснулся Пирло, заиграли фланги с Пато и Роналдиньо, будто и не было прошлых неудач. Сыграв несколько игр вничью, россонери вырвали победу у «Ромы» в матче 8 тура Серии А 18 октября. В Лиге чемпионов «Милан» одержал тяжелейшую волевую победу над «Реалом» на Сантьяго-Бернабеу, благодаря чему сделал весомую заявку на выход в плей-офф.
К зиме «Милан» стал самой играющей и атакующей командой Серии А, уверенно разбираясь с командами-середняками и аутсайдерами. Благодаря ряду побед «Милан» практически догнал лидирующий «Интер», сосредоточивший основные силы на матчах Лиги чемпионов. Однако расстановка Леонардо 4-3-3, хоть и была неплоха, но к ней стали постепенно привыкать. Она приносила очки, но в запасе не было ничего. Как следствие, во втором миланском дерби сезона «Интер» вновь не оставил от «Милана» камня на камне, выиграв у россонери со счетом 2:0. В 1/8 финала Лиги чемпионов 10 марта красно-черные с разгромом проиграли «Манчестер Юнайтед» (0:4). У команды вновь начался кризис, не закончившийся вплоть до конца сезона. В Серии А «Милан» так и не смог воспользоваться осечками «Интера» и выйти на первое место, а проиграв несколько матчей, в частности, против «Палермо» «Милан» опустился на третье место, пропустив вперед «Рому». Перед последним туром Леонардо объявил о своей отставке.

#### Массимилиано Аллегри (2010—2014)

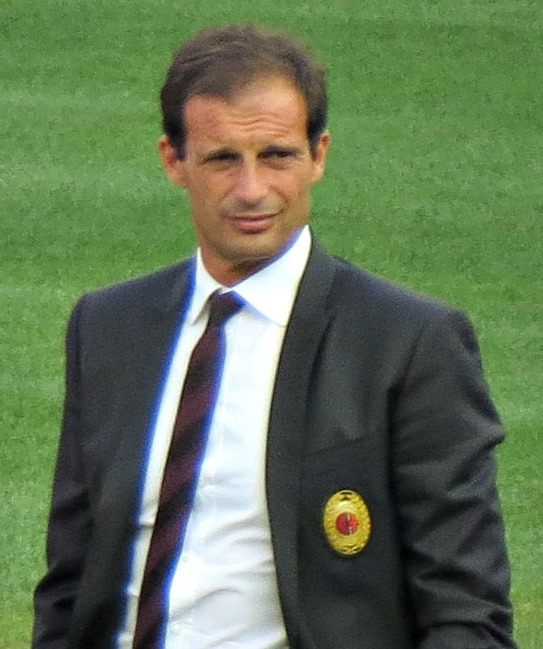
Массимилиано Аллегри

Перед сезоном 2010/2011 главным тренером Милана стал Массимилиано Аллегри, ранее тренировавший «Кальяри». Кроме того, клуб серьёзно усилился в межсезонье, приобретя Робиньо из Манчестер Сити, Кевина-Принса Боатенга из «Портсмута» и Златана Ибрагимовича из «Барселоны».
Ибрагимович стал настоящим лидером, ведя за собой команду и забивая почти в каждом матче. С самого начала сезона «Милан» стал одерживать победы, обозначив серьёзную борьбу за Скудетто. На фоне неудач «Интера», из которого в «Реал» ушёл главный тренер Жозе Моуринью; «Ювентуса» и других команд-грандов «Милан» вскоре уверенно вышел на первое место в турнирной таблице.
В Лиге чемпионов дела шли не так хорошо. Не без труда выйдя из группы вместе с тем же «Реалом», «Милан» неожиданно вылетел из Лиги чемпионов уже на стадии 1/8 финала в матчах против Тоттенхэма.
Оставшись без Лиги чемпионов, «Милан» сосредоточился на борьбе за Скудетто, которое россонери не выигрывали с 2004 года. Ключевым матчем сезона стало миланское дерби 2 апреля, в котором россонери уверенно победили «Интер» со счетом 3:0. Учитывая победу с таким же счетом над «Наполи», «Милан» практически гарантировал себе чемпионство. 7 мая после ничьей с «Ромой» за два тура до конца чемпионата «Милан» официально завоевал первое за последние 7 лет Скудетто.
В начале сезона сезона 2011/2012 «Милан» сделал важные приобретения в лице Антонио Ночерино, перешедшего из «Палермо», и Антонио Кассано из вылетевшей в серию B Сампдории. Массимилиано Аллегри продлил контракт с клубом до 2013 года. В клубе решили не заключать долгосрочных контрактов с ветеранами: Кларенсом Зеедорфом, Андреа Пирло и Дженнаро Гаттузо. В итоге Гаттузо и Зеедорф подписали контракт на один сезон, а Пирло перешёл в туринский «Ювентус».
«Милан», естественно, желал защитить чемпионский титул и выиграть Скудетто второй год подряд. Кроме того, серьёзные надежды возлагались на Лигу чемпионов. Однако, несмотря на уверенную игру против средних команд Серии А и выход в плей-офф Лиги чемпионов, «Милан» за весь сезон не выиграл ни одного матча против сильных команд. Так, в первом круге Чемпионата Италии «Милан» проиграл «Наполи» (1:3), «Ювентусу» (0:2) и «Интеру» (0:1). Также были ничьи с «Лацио» и «Удинезе». Весной в Лиге чемпионов «Милан» дошёл до 1/4 финала, но в итоге уступил «Барселоне».
Во втором круге Серии А «Милан» также не одержал ни одной победы над прямыми конкурентами: ничьи с «Ювентусом» и «Наполи», поражения от «Лацио» (0:2), «Интера» (2:4) и «Фиорентины» (1:2) не позволили «Милану» побороться с «Ювентусом» за первую строчку, несмотря на то, что Юве часто терял очки в ничейных матчах с командами-середняками. Тем не менее, «Ювентус» не проиграл в чемпионате ни одного матча и за тур до конца сезона официально завоевал Скудетто. «Милан» остался вторым. В Кубке Италии «Милан» добрался до полуфинала, где встречался опять-таки с «Ювентусом». Россонери проиграли по сумме двух матчей (1:2, 2:2).
Летом перед стартом нового сезона 2012/2013 руководство «Милана» осуществило несколько трансферов, самым громким из которых стал уход лидера команды форварда Златана Ибрагимовича и защитника Тиагу Силвы во французский «Пари Сен-Жермен», стоимость сделки составила 60 миллионов евро. Кроме того, россонери покинул нападающий Антонио Кассано, перешедший в «Интер» в обмен на форварда Джампаоло Паццини. В качестве свободного агента состав «Милана» пополнил полузащитник Риккардо Монтоливо, выступавший ранее за «Фиорентину».
Уход сразу нескольких ключевых игроков сказался на результатах команды. «Милан» проиграл в первом же матче сезона (0:1) генуэзской «Сампдории», только что вернувшейся в Серию А после вылета в позапрошлом сезоне. Затем были победы над «Болоньей» (3:1, хет-триком отметился Джампаоло Паццини) и «Кальяри» (2:0), но при этом «Милан» проиграл «Аталанте» (0:1), «Удинезе» (1:2), «Интеру» (0:1), «Лацио» (2:3) и «Фиорентине» (1:3). Не показывая стабильной игры, россонери к 12-му туру оказались на тринадцатом месте в турнирной таблице, появились слухи о возможной отставке главного тренера Массимилиано Аллегри.
Тем не менее, руководство выдало кредит доверия Аллегри. В 14-м туре «Милан», показав чрезвычайно собранную игру в защите, одержал тяжелейшую в физическом и эмоциональном плане победу над действующим чемпионом Италии и лидером сезона туринским «Ювентусом» благодаря голу Робиньо с пенальти. После этого успеха россонери до новогоднего перерыва проиграли лишь в одной игре против «Ромы». В отсутствие Ибрагимовича лидерские функции взял на себя молодой нападающий Стефан Эль-Шаарави, совершенно неожиданно раскрывшийся в этом сезоне и ставший лучшим бомбардиром первой половины чемпионата.
В Лиге чемпионов «Милан» вышел из группы со второго места вместе с испанской «Малагой». По результатам жеребьевки 1/8 финала Лиги чемпионов россонери попали на «Барселону». Зимой клуб приобрел нападающего английского «Манчестер Сити» и сборной Италии Марио Балотелли. В первом же матче за новую команду против «Удинезе» Марио отметился дублем. Вторая половина итальянского чемпионата стала для «Милана» весьма успешной. Россонери выдали серию из 14-ти матчей без поражений, лишь в четырёх матчах сыграв вничью: с «Кальяри» (1:1), с «Интером» (1:1), с «Фиорентиной» (2:2) и с «Наполи» (1:1). В остальных играх команда праздновала победу. К 30-му туру «Милан» почти догнал в турнирной таблице «Наполи» и мог претендовать на второе место, дающее право на прямое попадание в групповой этап Лиги чемпионов.
Первый матч 1/8 финала Лиги чемпионов против «Барселоны» проходил на стадионе Сан-Сиро. Россонери вновь очень внимательно сыграли в защите, отдав мяч и территорию каталонскому клубу, и сумели провести несколько контратак, две из которых закончились взятием ворот. Голы забили Кевин-Принс Боатенг и Салли Мунтари. При этом в матче не принимал участия Марио Балотелли, так как он уже был заигран в этом сезоне за «Манчестер Сити». Победа в два мяча давала «Милану» неплохие шансы на выход в 1/4 финала, однако «Барселона» сумела настроиться на ответный матч и при поддержке родных трибун «Камп Ноу» разгромила «Милан» со счетом 4:0.
В 33-м туре Чемпионата Италии «Милан» провел гостевой матч с «Ювентусом», ушедшим в отрыв в турнирной таблице. Встреча закончилась минимальной победой туринцев. Поскольку в том же туре «Наполи» одержал победу над «Кальяри» со счетом 3:2, то шансы россонери побороться за второе место стали близки к нулю. До конца сезона красно-черные так и не смогли догнать неаполитанцев, которые в итоге завоевали прямую путевку в групповой этап Лиги чемпионов. «Милан» остался третьим.
Перед началом сезона 2013/2014 «Милан» сделал фактически единственное приобретение — из мадридского «Реала» в качестве свободного агента вернулся бразилец Кака. Новый сезон «Милан» вновь начал неудачно, проиграв дебютанту Серии А «Вероне» (1:2). Главной проблемой россонери снова стало отсутствие вдумчивой командной игры и обилие травм, в результате «Милан» показывал неутешительные результаты, одержав за 18 туров только пять побед. После первого круга чемпионата команда занимала 11-е место в турнирной таблице. Немного лучше клуб выступил в Лиге чемпионов, выйдя из группы со второго места. Руководство клуба не собиралось увольнять Аллегри, однако в матче 19-го тура с «Сассуоло», ведя в счете 2:0 и пропустив четыре мяча (все четыре мяча забил Доменико Берарди, оформив первый в истории Серии А покер в ворота «Милана»), «Милан» проиграл со счётом 3:4. На следующий день Аллегри был уволен и на его должность временно назначен Мауро Тассотти.

#### Кларенс Зеедорф и Филиппо Индзаги (2014—2015)
14 января 2014 года Кларенс Зеедорф объявил о завершении карьеры в бразильском «Ботафого» и подтвердил своё назначение на пост главного тренера «Милана». 19 января дебютировал за новый клуб в матче против «Вероны». Матч закончился со счетом 1:0 в пользу «Милана». По итогам сезона «Милан» занял 8 место в чемпионате и остался без еврокубков, впервые за 16 лет. В конце сезона Кларенс Зеедорф был отправлен в отставку.
9 июня 2014 года другой легендарный в прошлом футболист «Милана» стал его главным тренером — Филиппо Индзаги. Контракт с Суперпиппо рассчитан до 30 июня 2016 года. В первом матче чемпионата Италии под руководством Индзаги «Милан» одержал домашнюю победу над «Лацио» со счетом 3:1, однако весь сезон команда играла посредственно, случались длительные серии без побед и скандалы внутри команды, вследствие чего после того как «Милан» завершил чемпионат на 10 месте в чемпионате Италии и не пробился в еврокубки, Индзаги был уволен.

#### Синиша Михайлович (2015—2016)
16 июня 2015 года «Милан» назначил Синишу Михайловича на пост главного тренера, заключив с ним контракт на 2 года.
С новым тренером «Милан» начал сезон не так удачно, как в прошлом, победив в первые 7 туров только 3 матча. 4 октября «россонери» проиграли «Наполи» с разгромным счетом 0:4. Следовала череда неудач. Но затем «Милан» победил в важнейших матчах («Кьево» 1:0 и «Лацио» 3:1), что позволило выйти на 6 позицию в таблице. В целом, команда под руководством Михайловича набирает практически идентичное количество очков, как и при Индзаги, хотя обладает куда более сильным составом.
12 апреля 2016 года был уволен с должности главного тренера за шесть туров до конца чемпионата: клуб занимал шестое место в турнирной таблице и отставал от зоны Лиги чемпионов на девять очков.

#### Кристиан Брокки (2016)
Оставшийся период сезона начиная с 11 апреля 2016 года командой руководил тренер молодёжного состава Милана — Кристиан Брокки, при котором клуб не смог квалифицироваться в еврокубки закончив сезон на 7 строчке.

#### Винченцо Монтелла (2016—2017)
28 июня 2016 года новым наставником «Милана» стал Винченцо Монтелла. Он подписал контракт на два года, в то время как «Сампдории» заплатили € 500 000 в качестве компенсации за досрочное расторжение договора.
Первый сезон при Монтелле «Милан» занял 6-место  в чемпионате и завоевал путёвку в Лигу Европы. В Кубке Италии команда дошла до четвертьфинала. Но самым главным достижением стала победа в Суперкубке Италии над «Ювентусом». Это стало первым трофеем команды с 2011 года.
В следующим сезоне «Милан» провёл мощную трансферную компанию. Были приобретены Леонардо Бонуччи, Андре Силва, Андреа Конти, Хакан Чалханоглу, Маттео Мусаккьо, Рикардо Родригес, Лукас Биглия, Франк Кессье, Никола Калинич  и Фабио Борини.
Однако Монтелла не смог создать конкурентоспособный коллектив, способный бороться за путёвку в Лигу Чемпионов. Несмотря на удачный старт в Лиге Европы, где команда пробилась в групповой этап, «Милан» забуксовал в чемпионате. После 14 туров «россонери» шли всего лишь на седьмом месте в таблице с 20 очками. 27 ноября 2017 года Монтелла был отправлен в отставку.

#### Дженнаро Гаттузо (2017—)
27 ноября 2017 года бывший полузащитник и тренер молодёжной команды «Милана» Дженнаро Гаттузо был назначен главным тренером клуба.
3 декабря 2017 года Дженнаро Гаттузо провёл первый матч в качестве главного наставника клуба. Дебют оказался шокирующим: «Милан» в гостях не смог обыграть «Беневенто», худшую команду чемпионата, которая до этого проиграла все матчи.
Однако, потом Дженнаро Гаттузо удалось вывести команду из кризиса. «Милан» под его руководством вышел в финал Кубка Италии, выдал десятиматчевую беспроигрышную серию в чемпионате и стал реально претендовать на путёвку в Лигу Чемпионов. При этом Гаттузо оставался самым низкооплачиваемым тренером Серии А.
5 апреля 2018 года руководство клуба объявило о продлении контракта с Дженнаро Гаттузо до 30 июня 2021 года, увеличив его зарплату до 2 миллионов евро.
В октябре 2019 года Джампаоло был уволен из-за неудовлетворительных результатов, на его место пригласили Стефано Пиоли.